# Antinucleaire antistof
Antinucleaire antistoffen (ANA) worden ook wel antinucleaire factor (ANF) genoemd. Het zijn antistoffen gericht tegen onderdelen van de eigen celkern (nucleus). Bij patiënten met bepaalde auto-immuunziektes zijn deze vaak in een verhoogde hoeveelheid aanwezig.

## Titers
Een normale titer is tot 1:40. Dit wil zeggen dat de antistoffen nog aantoonbaar zijn als het serum van de patiënt 40× verdund is. Vanaf een titer 1:160 wordt de test positief genoemd. Dit komt bij 5% van de mensen voor, zonder dat zij klachten hebben. Op oudere leeftijd (bejaard) nog veel vaker. Bij Systemische lupus erythematodes (SLE) komt een positieve ANA met een titer van ≥ 1:640 bij vrijwel alle patiënten voor. Maar ook bij andere auto-immuunziektes komen positieve ANA vaker voor: systemische sclerose, syndroom van Sjögren, dermatomyositis, gemengde bindweefselziekte.

## Patroon
Behalve naar de titer, kan ook naar het patroon van aankleuring gekeken worden. Zo worden onder andere grof gespikkeld, fijn-gespikkeld en homogeen onderscheiden. Deze patronen worden veroorzaakt door het onderdeel van de celkern wat door de antistoffen herkend wordt. Bij verschillende auto-immuunziektes komen antistoffen voor die tegen verschillende onderdelen van de celkern zijn gericht. Voorbeeld zijn dubbelstrengs DNA (dsDNA), histonen, ribosomen of centromeren.

## Extraheerbare kernantigenen (ENA)
Een deel van de onderdelen van de celkern, kunnen daaruit gespoeld worden, en vervolgens stuk voor stuk getest: de extraheerbare nucleaire antigenen (ENA). Na een positieve ANA, zullen vaak de ENA bepaald worden. Deze hebben namen gekregen als:
- Jo-1
- Scl-70 (van sclerodermie)
- SS-A = Ro (SS is afgeleid van Sjogren Syndrome)
- SS-B = La
- RNP = Ribonucleoproteïne (specifiek voor MCTD)

De ENA zijn veel minder vaak aanwezig, maar als ze aanwezig zijn, pleit dat sterk voor bepaalde auto-immuunziektes. Scl-70 is vaak positief bij systemische sclerose, SS-A en SS-B bij syndroom van Sjogren en SLE, etc.

## Bepaling
De ANA wordt bepaald met indirecte fluorescentiemicroscopie. Epitheelcellen van een bepaalde cellijn (genaamd HEp-2) worden blootgesteld aan het verdunde serum van de patiënt. Daarna worden daar antistoffen bij gevoegd die menselijk IgG herkent. Deze laatste antistoffen zijn voorzien van een fluorescent label. Als de cellen met de microscoop bekeken worden, zal het fluorescente signaal zichtbaar zijn, als er voldoende IgG van de patiënt aan de cellen gebonden is.
Omdat HEp-2 cellen van zichzelf weinig SS-A bleken aan te maken, is er een nieuwe cellijn op de markt: HEp-2000. Deze cellen zijn bewerkt om meer SS-A aan te maken. Op deze cellijn is de ANA dus vaker positief als een patiënt antistoffen heeft gericht tegen SS-A.